# Titanomagnetita

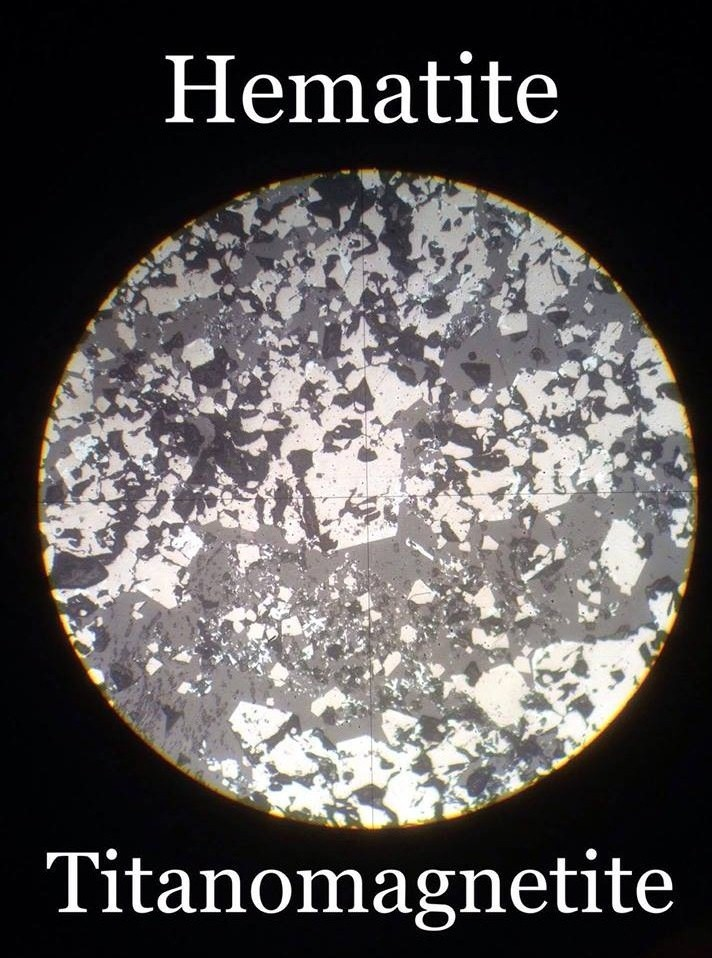
Hematita - titanomagnetita

La titanomagnetita es un mineral que contiene óxidos de titanio y de hierro. Su fórmula es Fe2+(Fe3+,Ti) 2O4. También se conoce como magnetita titanífera. Forma parte del grupo de minerales de la espinela. Se ha encontrado que la temperatura de Curie de la titanomagnetita tiene un rango bastante amplio: 200 °C a 580 °C.